# Joëlle Robillard
Joëlle Robillard est une productrice et directrice artistique musicale.

## Biographie
De 2017 à 2022, Joëlle Robillard occupait le poste de directrice artistique pour l'organisme Musique nomade. Dans le cadre de ses fonctions, Robillard a contribué au développement de la plateforme numérique Nikamowin. Elle a également mis sur pied le spectacle Nikamotan MTL.
Elle quitte ses fonctions le 1er avril 2022 pour accéder à la direction générale du même organisme. Elle succède ainsi à la fondatrice de l'organisme Manon Barbeau qui occupait toujours le poste. Joëlle Robillard souhaite collaborer à l'épanouissement d'une relève autochtone en musique.
Robillard siège également sur le conseil d'administration de l'Association québécoise de l'industrie du disque, du spectacle et de la vidéo.